# Пастушок водяний
Пастушок водяний (Rallus aquaticus), діал. хорості́ль, хорусті́ль, хорусті́льник — невеликий водно-болотяний птах з родини пастушкових (Rallidae). Гніздиться на болотах та у заростях очерету в Європі та Азії. Веде прихований, переважно нічний спосіб життя. В Україні гніздовий, перелітний, зимуючий птах.

## Морфологічні ознаки

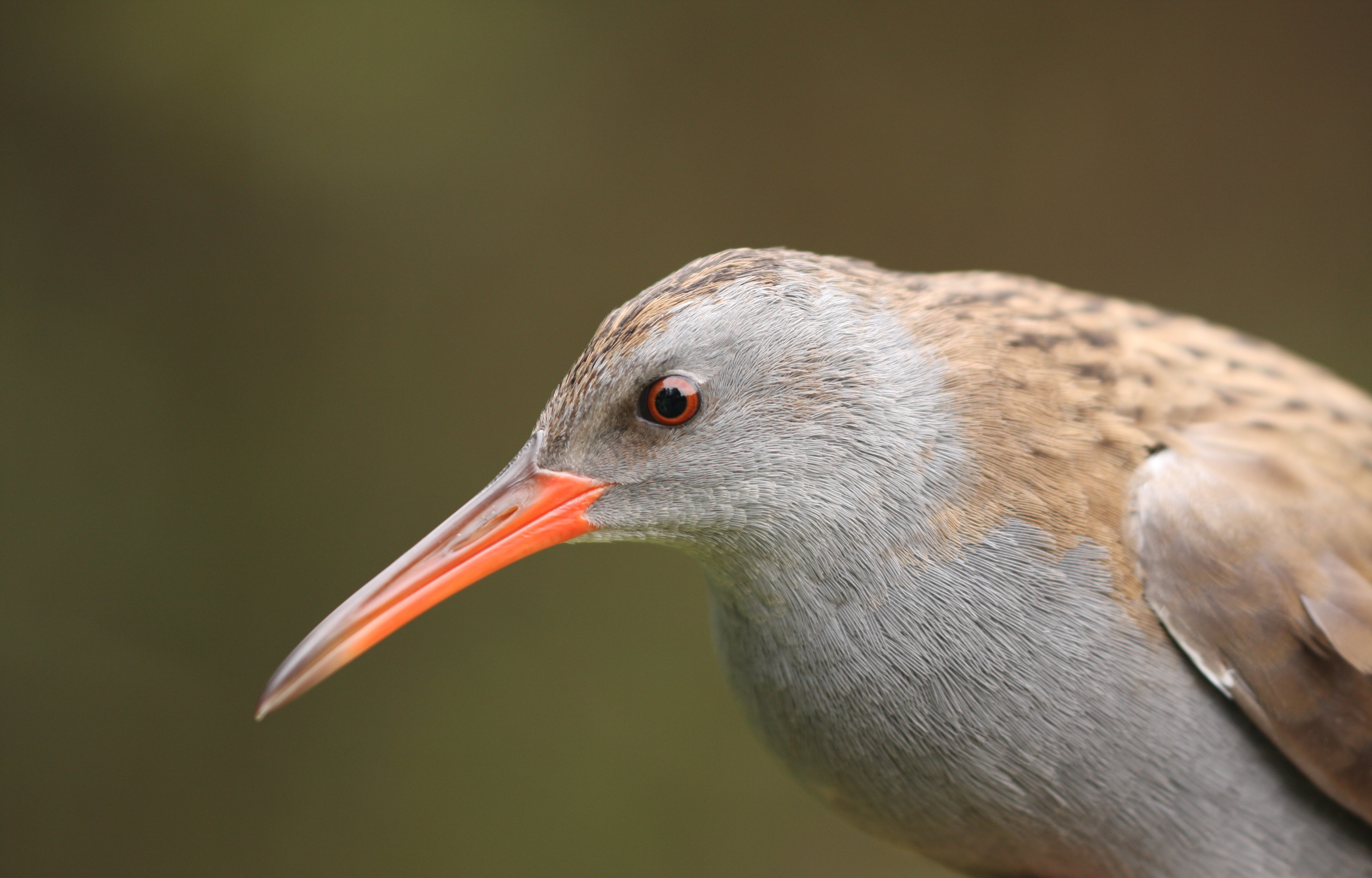
Голова птаха номінативного підвиду

Птах середнього розміру, дещо більший за шпака. Маса тіла 90—150 г, довжина — 22—28 см, розмах крил 38—45 см. У дорослого птаха пера верху темно-бурі, зі світлою облямівкою; горло білувате; боки голови, передня частина шиї, воло, груди і передня частина черева синювато-сірі; боки тулуба і середня частина черева з білими і чорними поперечними смугами; підхвістя білувате; махові і стернові пера темно-бурі; дзьоб досить довгий, злегка загнутий донизу, червоний, на кінці бурий; ноги бурувато-рожеві; райдужна оболонка ока червона. У молодого птаха боки голови, шия і воло вохристі, з дрібною темною строкатістю; боки тулуба, груди і черево бурі, зі світлими смугами; дзьоб бурий; райдужна оболонка ока світло-коричнева.

## Поширення
Гніздовий ареал охоплює Євразію та Північну Африку. В Європі поширений повсюдно, за виключенням Північної Скандинавії та північних районів Росії, однак спорадично. Зустрічаються на Британських, Фарерських, Балеарських островах та в Ісландії. В Азії існують декілька ізольованих одна від одної популяцій. Гніздиться на заході Туреччини, у Закавказзі, можливо на півночі Ірану й Іраку, в Середній Азії, Казахстані, Китаї, Кореї та Японії.
В Україні гніздиться на всій території, крім гір; під час міграцій може траплятися скрізь; регулярно зимує в деяких районах півдня, взимку інколи спостерігається на водоймах решти території країни.
Залежно від місця мешкання, перелітний, частково перелітний або осілий птах. Птахи номінативного підвиду частково осілі і частково перелітні. Пастушки, що гніздяться в Північній і Східній Європі взимку переміщуються в південному і південно-західному напрямках: в Середземномор'я, Північну Африку, південне і східне узбережжя Каспійського моря.

## Підвиди
Виділяють 4 підвиди, які розрізняються розміром та забарвленням:
- Rallus aquaticus aquaticus Linnaeus, 1758 — номінативний підвид. Європа, Північна Африка та Західна Азія.
- Rallus aquaticus hibernans Salomonsen, 1931 — Ісландія.
- Rallus aquaticus indicus Blyth, 1849 — Монголія, Сибір, Далекий Схід, Корея, північна Японія.
- Rallus aquaticus korejewi Zarudny, 1905 — від Аральського моря до озера Балхаш. На південь до Ірану, Кашміру, західного та центрального Китаю.

## Чисельність
Чисельність у Європі оцінюють у 140—460 тис. пар, в Україні — 24—39 тис. пар.

## Місця існування

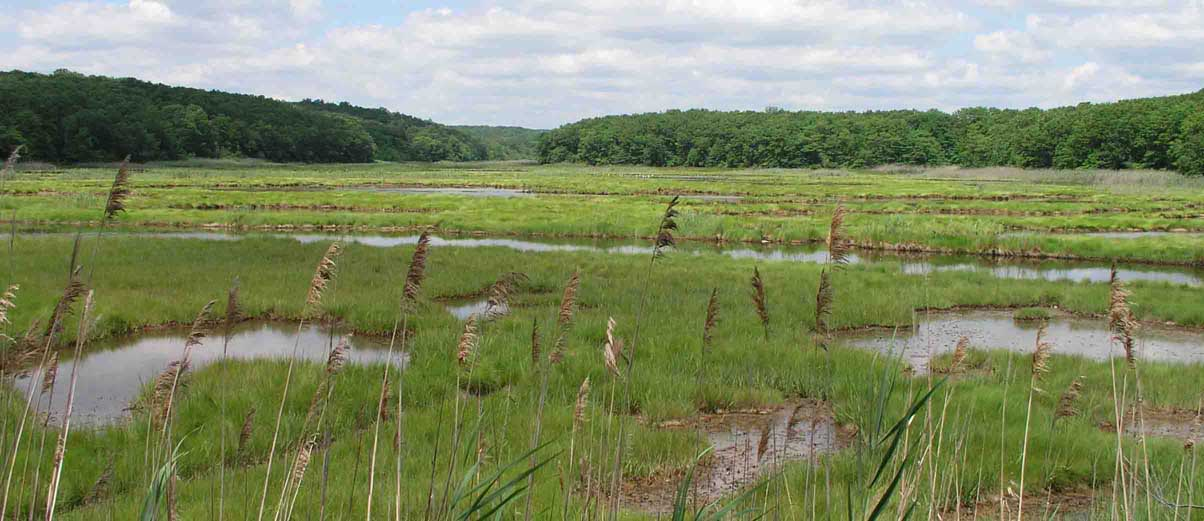
Заросле болото — типове місце гніздування пастушка

Оселяється на заболочених берегах різноманітних водойм, стоячих або слабко проточних; на топких болотах із заростями очерету, рогозу, осоки; на вологих луках з різнотрав'ям, старих торф'яних кар'єрах з кущами. Необхідною умовою для гніздування є наявність високої навколоводної рослинності та болотисті мілководдя, де птахи знаходять собі їжу. Тримається переважно на рівнинах, у передгір'ях зустрічається до 2000—3000 м нам рівнем моря.

## Гніздування

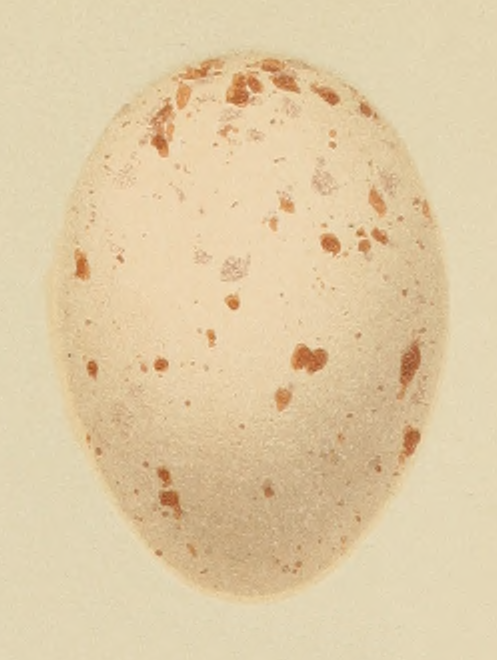
Яйце

Гніздиться окремими парами. Гніздо влаштовує біля самої води або за 10—15 см над водою, на заломах сухих стебел очерету або рогозу, серед переплетіння гілок кущів, зрідка на невеликій купині серед води на болоті, а краю невеликого острівця або сплавини. Майже в усіх випадках порівняно велика гніздова будівля скрита навколишньою рослинністю. Стінки гнізда пухкі. Будівельним матеріалом для гнізда слугують шматки сухого листя рогозу, а також суха осока, хвощ, листя очерету. Розмір гнізда: висота — 15, діаметр — 13—25; глибина лотка 7, діаметр лотка 11—19 см.
У повній кладці 6—12 яєць. Середній розмір яєць 35,83—26,01 мм. Шкаралупа з легким полиском. Фон яєць білуватий (з легким рожевим або жовтим відтінком), блідо-рудий або сірувато-тілесний; на ньому слабко проступають червоно-бурі поверхневі крапки (переважно біля тупого полюса), а також фіолетово-сірі глибокі плями і крапки. У ряді випадків яйця пастушка дуже подібні до деркача, тільки фон у першого світліший, а плями дрібні і рідко розташовані.
До відкладання яєць приступає наприкінці квітня — на початку травня, однак свіжі кладки можна зустріти навіть у червні. Пояснюється це не тільки розтягнутістю термінів гніздування, а також тим, що протягом року, може бути дві кладки. Насиджування триває 19—20 діб. Участь у ньому беруть обидва партнери.

## Живлення

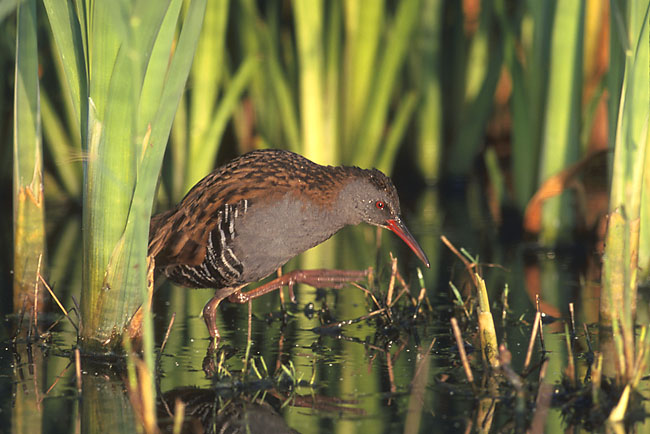
Водяні пастушки легко пересуваються по мілководдю у пошуках їжі

Живиться головним чином дрібними водними і наземними безхребетними — комахами та їх личинками, червами, молюсками, павуками тощо. У значно меншому обсязі живиться рослинною їжею — насінням водних рослин. Іноді розоряє гнізда інших птахів або полює за дрібними земноводними або рибою. Здобич знаходить на поверхні води, на землі, на поверхні наземних або водних рослин; може пірнати та діставати їжу з дна водойм.